# Épinay-sous-Sénart
 Épinay-sous-Sénart  es una población y comuna francesa, ubicada en la región de Isla de Francia, departamento de Essonne, en el distrito de Évry. Es el chef-lieu y mayor población del cantón de Épinay-sous-Sénart.

## Demografía
| 120                       | 240 | 192 | 195 | 211 | 200 | 234 | 218 | 222 | 281 | 289 | 265 | 348 | 329 | 359 | 379 | 350 | 356 | 380 | 491 | 435 | 498 | 603 | 569 | 576 | 757 | 870 | 2 706 | 14 857 | 14 735 | 13 374 | 12 797 | 13 196 |
| (Fuente: INSEE y Cassini) |     |     |     |     |     |     |     |     |     |     |     |     |     |     |     |     |     |     |     |     |     |     |     |     |     |     |       |        |        |        |        |        |

Forma parte de la aglomeración urbana de París.